# Sally Lindsay
Sally Lindsay est une actrice britannique née le 8 juillet 1973 à Stockport.

## Filmographie

### Actrice
- 2000 : Fat Friends : Amanda (1 épisode)
- 2000 : The Royle Family : Michelle (1 épisode)
- 2001 : Phoenix Nights : Tracy (1 épisode)
- 2001-2006 : Coronation Street : Shelley Unwin (215 épisodes)
- 2004-2013 : Loose Women (100 épisodes)
- 2005 : Coronation Street: Pantomime : Shelley Unwin
- 2007 : Spacehopper : plusieurs personnages
- 2008 : Sacré Pétrin : Piella Bakewell
- 2009 : Waiting in Rhyme : Jane
- 2009 : Al Murray's Multiple Personality Disorder : Shirley (2 épisodes)
- 2009 : The All Star Impressions Show : Dannii Minogue et Tom Jones
- 2010 : Scallywagga : Paula Appleton (6 épisodes)
- 2010 : Reggie Perrin : la fille au thé (3 épisodes)
- 2011 : Little Crackers : Mlle Foley (1 épisode)
- 2011-2013 : Scott and Bailey : Alison Bailey (7 épisodes)
- 2011-2013 : Mount Pleasant : Lisa (26 épisodes)

### Scénariste
- 2011 : Little Crackers (1 épisode)
- 2011-2013 : Scott and Bailey (15 épisodes)